# Baksmällan
Baksmällan (originaltitel: The Hangover) är en amerikansk film från 2009, i regi av Todd Phillips.

## Handling
Phil, Stuart, Alan och Doug ska fira en rejäl svensexa i Las Vegas. Doug ska gifta sig med Alans syster Tracy. 
Nästa dag när gänget vaknat efter att ha sovit på ett hotell i Vegas så har de glömt bort allt de gjorde på natten. De börjar söka ledtrådar om vad de har gjort och upptäcker en massa konstiga saker de haft för sig: Stu har gift sig med en annan tjej fast han redan har en flickvän, de har stulit en polisbil och de har även stulit en tiger och mycket mer. Och framförallt upptäcker de att Doug är borta, de börjar söka efter honom överallt för att försöka hitta honom innan hans bröllop börjar.

## Rollista
- Phil Wenneck – Bradley Cooper
- Stuart "Stu" Price – Ed Helms
- Alan Garner – Zach Galifianakis
- Doug Billings – Justin Bartha
- Jade – Heather Graham
- Tracy Garner – Sasha Barrese
- Sid Garner – Jeffrey Tambor
- Melissa – Rachael Harris
- Leslie Chow – Ken Jeong
- "Black Doug" – Mike Epps
- Mike Tyson – sig själv

Först vägrade Mike Tyson att vara med i filmen men ändrade sig senare efter att han upptäckte att Todd Phillips regisserat filmen Old School som är en av Mikes favoriter.

## Uppföljare
Det finns två uppföljare till filmen, Baksmällan del II och Baksmällan del III.